# توسا میتسونوبو
توسا میتسونوبو (به ژاپنی: 土佐 光信 Tosa Mitsunobu); ۱ ژانویهٔ ۱۴۳۴ – ۱۰ ژوئن ۱۵۲۵) نقاش و بنیانگذار مکتب توسا در دوره شوگون‌سالاری آشیکاگا اهل ژاپن بود.